# Giuseppe Bartolozzi
Giuseppe Giacomo Michele Bartolozzi (Grammichele, 23 ottobre 1905 – Palermo, 30 giugno 1982) è stato un matematico italiano.

## Biografia
Figlio del meccanico Federico Bartolozzi e della casalinga Emilia Guglielmina Cataldo, si laureò con Michele de Franchis nel 1930 e ne divenne assistente negli anni successivi. Abbandonò l'insegnamento universitario e intraprese quello nelle scuole superiori. Con De Franchis ed altri scrisse testi di matematica e geometria per le scuole medie e superiori molto diffusi.
L'Unione Matematica Italiana (UMI) organizza un premio biennale negli anni dispari intitolato al suo nome (Premio Bartolozzi). Il premio è destinato a giovani cultori italiani della matematica con età inferiore a 33 anni.